# کوارک (لبنیات)

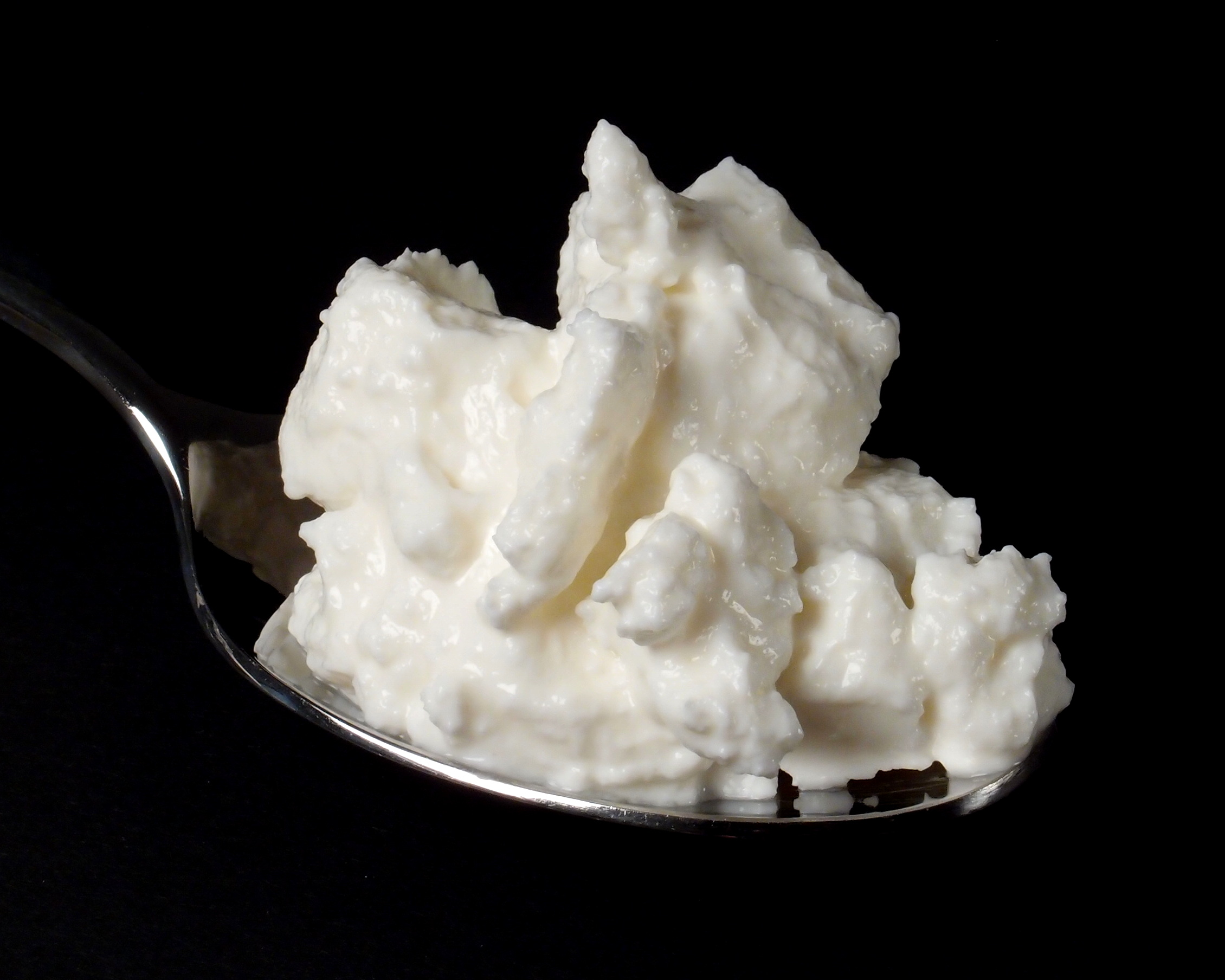
کوارک کم چرب

کوارک، یا پنیر سفید یا کشک، پنیر کشک اتریشی یا باواریایی، شوتن آلمانی/جنوب شرقی و غربی اتریش، پروتئین شیری است که از شیر با افزودن مایه پنیر یا با تشکیل باکتری اسید لاکتیک (کازئین) رسوب می‌کند. مایع جدا شده از اجزای شیر کشک شده، آب پنیر، کم و بیش با افشردن و صاف کردن کشک به شکل کامل از میان می‌رود، به گونه‌ای که کوارک یا پنیر، توده ای سفید و نرم و شکننده را تشکیل می‌دهد که به عنوان محصول نهایی مورد استفاده قرار می‌گیرد.
کوارک خوراکی، بیشتر از طریق تشکیل اسید لاکتیک و همچنین از طریق افزودن مقادیر اندکی آنزیم مایه پنیر بسته و منعقد می‌شود.
در برابر کوارک شیر ترش یا کوارک پنیر بیشتر بدون مایه پنیر یا جایگزین مایه پنیر غلیظ می‌شود. Labquark فقط به برخی از انواع خاص پنیر افزوده می‌شود. کوارک شیر ترش به عنوان یک محصول میانی در تولید پنیر عمل می‌کند.

## کوارک
کوارک خوراکی، یک نوع پنیر خامه‌ای است و با هر مقدار چربی تولید می‌شود، البته کوارک کم چرب (سطح بدون چربی، زیر درصد۱۰) چربی i. Tr.) و کوارک با ۲۰ و ۴۰ درصد چربی i. Tr. (سطح کم چربی و چربی) بیشتر در بازار خوراکی موجود است. محتوای آب کوارک زیاد است، مانند همه پنیرهای خامه‌ای، طبق قانون پنیر آلمان، کوارک باید حداقل ۷۳ درصد آب در توده بدون چربی (به اصطلاح مقدار Wff) داشته باشد. کوارک خوراکی به رنگ سفید مایل به شیری تا زرد مایل به کرم (بسته به محتوای چربی) است، به‌طور یکنواخت نرم و لطیف است و طعم لاکتیک اندکی دارد.
در فروشگاه‌های مواد خوراکی اتریش، بلغارستان، جمهوری چک و مجارستان نیز می‌توانید کوارکی را یافت که مقدار آب آن بسیار اندک است. در اتریش با نام کشک فشرده، کشک کشاورز یا آرد سوخاری به فروش می‌رسد و نقش مهمی در خوراک‌های اتریشی دارد.

### تولید
محصول نخستین و اصلی برای تولید کوارک شیر است. شیر بدون چربی برای تولید کوارک یا کشک کم چرب استفاده می‌شود. در اصل، شیر با ترکیب چربی تنظیم شده می‌تواند برای تولید سطوح نیمه چرب و چرب، یعنی شیر با ۰٫۹ درصد چربی استفاده شود. برای کشک ۲۰ درصد، شیر با ۲٫۴–۲٫۵ درصد چربی برای پنیر ۴۰ درصدی استفاده می‌شود. با این حال، این روش دارای کاستی‌هایی است که محصول نهایی، همیشه چربی از دست می‌دهد، که همراه با آبی که از پنیر خارج می‌شود، از میان می‌رود. به همین دلیل است که امروزه تقریباً به‌طور انحصاری از شیر بدون چربی استفاده می‌شود و کوارک کم چرب در پایان فرایند با افزودن خامه برای تولید سایر سطوح محتوای چربی، چرب می‌شود.
امروزه اسیدی شدن بیشتر در دماهای نسبتاً پایین ۲۰–۲۲ درجه سانتی گراد صورت می‌گیرد با ترکیب ۱ تا ۲ درصد باکتری اسید لاکتیک ; از اسیدی شدن گرم در بالای ۲۵ درجه سانتی گراد و بیشتر تا حد زیادی جلوگیری می‌کند. فقط بعد از ۱ تا ۳ ساعت مایه پنیر اضافه می‌شود، پس از ۶ تا ۸ ساعت شیر باید به اسیدیته ۱۸ به °SH برسد و منعقد شود. سپس کوارک و آب پنیر باید از هم جدا شوند که روش‌های مختلفی برای پخت و تولید کوارک وجود دارد.

#### ساخت سنتی
به‌طور سنتی و با استفاده از روش‌های قدیمی، کوارک را از ظرفی که در آن شیر را با ملاقه برمی‌داشتند، می‌پختند و در کیسه‌ها یا پارچه‌هایی قرار می‌دادند و سپس آب پنیر را از آن خارج می‌کردند. تخلیه آب پنیر چند ساعت طول می‌کشد و با بسته‌بندی مجدد، تکان دادن و باز کردن گاه گاه کیسه‌ها تسریع می‌شود. سپس برای اطمینان از قوام، یکنواخت صاف می‌شود و در بطری قرار داده می‌شود. این فرایند به ویژه ملایم است، که تأثیر مثبتی بر انعطاف‌پذیری کوارک دارد، اما به کار دستی گسترده نیاز دارد و از نظر بهداشتی از فرآیندهای مدرن تر، مناسب نیست.

#### کشک ساز
تولیدکننده‌های کوارک صافی کردن آب پنیر را به‌طور خودکار انجام می‌دهند و بنابراین از نظر اقتصادی و بهداشتی روش مناسب‌تر و کم‌هزینه‌تر است. اصول عملکردی مختلفی برای تولید کوارک وجود دارد که به ویژه روش شولنبورگ از اهمیت بیشتری برخوردار است.
- روش راث: شیر vat در یک وان قابل چرخش قرار دارد. پس از کشک شدن و مخلوط کردن، روی آن را با یک صفحه غربال پوشانده شده با پارچه الیاف مصنوعی پوشانده و با حرکات قابل برنامه‌ریزی حول محور طولی می‌چرخانند که جرم را پاره کرده و آب پنیر از پارچه الک خارج می‌شود. هنگامی که آب پنیر به اندازه کافی برداشته شد، در آن برداشته می‌شود و کوارک با چرخاندن وان به یک ظرف متحرک فرومی‌رود.
- روش شولنبرگ، ثبت اختراع توسط یوهانس شولنبورگ در سال ۱۹۵۳: وان با شیر در خمره بی حرکت باقی می‌ماند. پس از یک زمان از پیش تعیین شده، یک فرورفتگی دوم با کف سوراخ شده به صورت الکتروهیدرولیکی به کشک پایین می‌آید و کوارک را فشرده می‌کند، آب پنیر به داخل چاه غربال می‌رود و به بیرون پمپ می‌شود. وقتی آب پنیر کافی برداشته شد، تابه الک دوباره بالا می‌آید و کشک از طریق دریچه تخلیه در ظرف پایینی در ظرف متحرک ریخته می‌شود.
- System Berge: چیدمانی از گونی‌هایی که کشک در آن قرار می‌گیرد و به‌طور خودکار بالا و پایین می‌آید و باعث می‌شود کشک غلت بخورد و آب پنیر تخلیه شود.

در حالی که تولید با دستگاه، مزایای قابل توجهی نسبت به تولید دستی دارند، اما همچنان به کار زیادی نیاز دارند و فقط امکان تولید دسته ای و نه مداوم را دارند؛ بنابراین در شرکت‌های بزرگ، تا حد زیادی روش جداکننده‌های کوارکی جایگزین شده‌اند. آنها هنوز در شرکت‌های کوچکتر مورد استفاده قرار می‌گیرند و گاهی کیفیت ویژه "Schulenburgquark" به صراحت تبلیغ می‌شود که گفته می‌شود از تولید نسبتاً ملایم ناشی می‌شود.

#### جدا کننده‌های کشک
روش جداکننده‌های کوارکی، فناوری جداسازی است که امروزه بیشتر مورد استفاده قرار می‌گیرند. اینها دستگاه‌های گریز از مرکزهای جداکننده هستند که شیر کاملاً هم زده و دلمه شده را در دمای نسبتاً بالا(۲۷ درجه سانتی گراد) در آنها قرار می‌گیرد و به داخل دستگاه گریز از مرکز پمپ می‌شود. سانتریفیوژ کشک و آب پنیر را جدا می‌کند و کشک بلافاصله به ۵–۶ درجه سانتی گراد برمی گردد، به طوری که اسیدی نشود.

### ترکیب بندی
کوارک حدود ۸۰درصد از آب تشکیل شده‌است ۱۰۰ گرم پنیر دلمه با ۵۰درصد چربی i. بنابراین Tr. حاوی ۱۰ گرم چربی است.
کوارک همچنین دارای حدود ۱۲ تا ۱۳ گرم پروتئین در هر ۱۰۰ گرم است.

#### محتوای چربی در انواع مختلف
درصد، نمایشگر میزان چربی مربوط در رابطه با ماده خشک کوارک یا پنیر است (مخفف: i. Tr.) به:
سطح کرم دوبل: ۶۵ تا ۸۵ درصد سطح کرم: ۵۰ درصد سطح چربی کامل: ۴۵ درصد میزان چربی: ۴۰ درصد (که کوارک کرم نیز نامیده می‌شود) سطح چربی سه چهارم: ۳۰ درصد سطح چربی متوسط: ۲۰ درصد سطح چربی یک چهارم: ۱۰ درصد سطح ناب: زیر ۱۰ درصد

### موارد استفاده
کوارک خوراکی یک محصول پنیر خامه‌ای و لبنیاتی ارزان قیمت است که تشکیل شده از پروتئین بالا، که به شکل گسترده در صنایع خوراکی مورد استفاده و مصرف قرار می‌گیرد. کوارک یک منبع ارزان قیمت پروتئین است؛ بنابراین کوارک بدون افزودنی توسط بسیاری از ورزشکاران در رشته‌های ورزش قدرتی و بدنسازان استفاده و مصرف می‌شود.
کوارک را بیشتر مواقع به صورت تازه مصرف می‌کنند و قابلیت نگهداری بالا را ندارد، به عنوان مثال رقیق شده با آب، شیر یا ماست برای موسلی در صبحانه، به عنوان سس سبزیجات، به عنوان یک ماده در سس سالاد، صاف شده با روغن بذر کتان و گیاهان با سیب زمینی، به عنوان پخشینه با عسل یا مربا / مارمالاد استفاده می‌شود.
کوارک با روغن بزرک، که در آن کوارک مخلوط و چاشنی شده، بیشتر با گیاه‌های تصفیه شده، با روغن بذر کتان مخلوط می‌شود، یک غذای سنتی به اصطلاح "غذاهای ضعیف" از ووژیتسا و به ویژه اسپروالد است که در ایالت زاکسن نیز یافت می‌شود. سیلسیا سیب زمینی در پوست آنها بیشتر به عنوان دسر و مخلفات خوراک، سرو می‌شود. تحت تأثیر جمعیت سوربیایی، غذای کوارک و روغن بزرک در زاکسن و رشته کوه ارتس شهرت زیادی به دست آورده‌است و اکنون به عنوان یک غذای محلی از غذاهای ساکسون در نظر گرفته می‌شود. همچنین به عنوان "غذای ملی " اشپری‌والد، سوربس برای برلینی‌ها در نظر گرفته می‌شود.

کوارک به عنوان یک ماده پخت از اهمیت بالایی برخوردار است. کوارک به عنوان ماده یا پرکننده برای کیک پنیر و اشترودل پنیر کشک استفاده می‌شود، اما همچنین به عنوان یک جزء خمیر، هم برای نان‌های مخصوص و هم برای محصولات پخته شده از خمیر مخمر خوب مانند دونات کوارک و مادیان کوارکی مناسب است. همچنین به عنوان ماده اصلی خمیر روغن کوارک عمل می‌کند که می‌توان از آن برای تهیه شیرینی‌های شیرین و خوش طعم استفاده کرد و خمیر مخمر نیست، اما می‌تواند به عنوان یک جایگزین خمیر مایه سریع آماده شود.

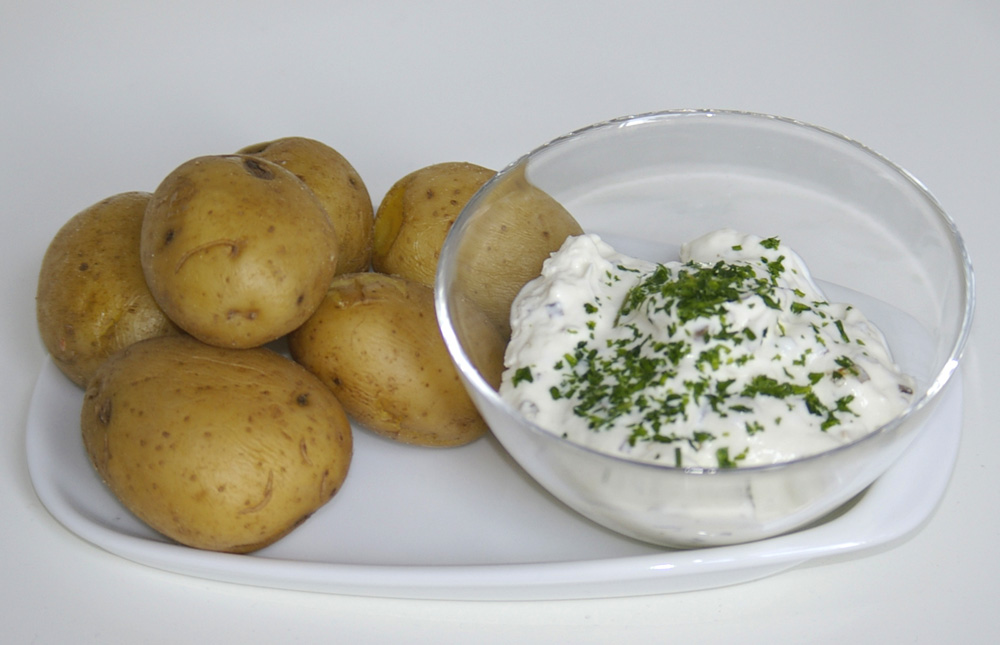
کوارک گیاهی با سیب زمینی آب پز
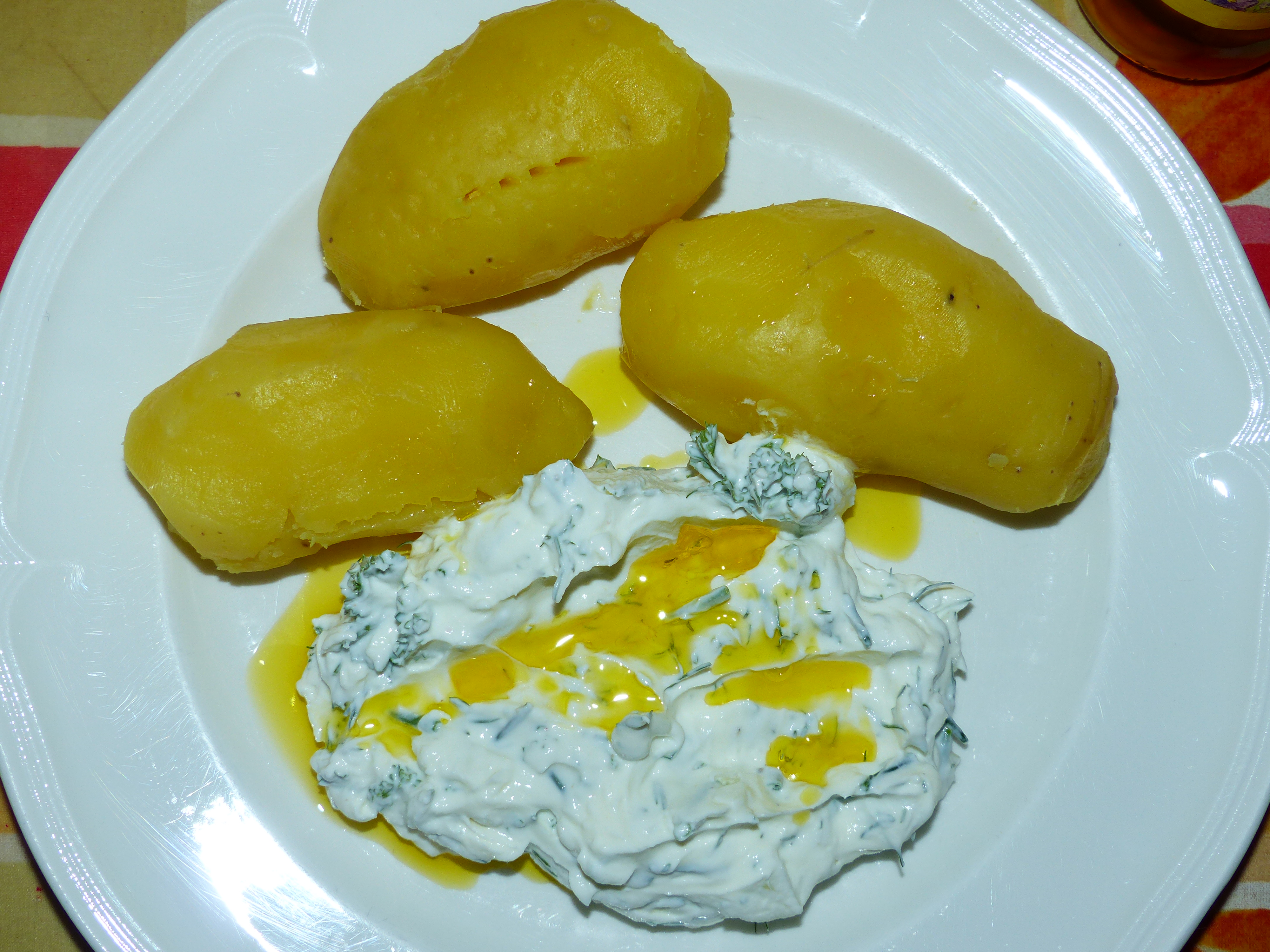
کوارک گیاهی با روغن بذر کتان و سیب زمینی آب پز
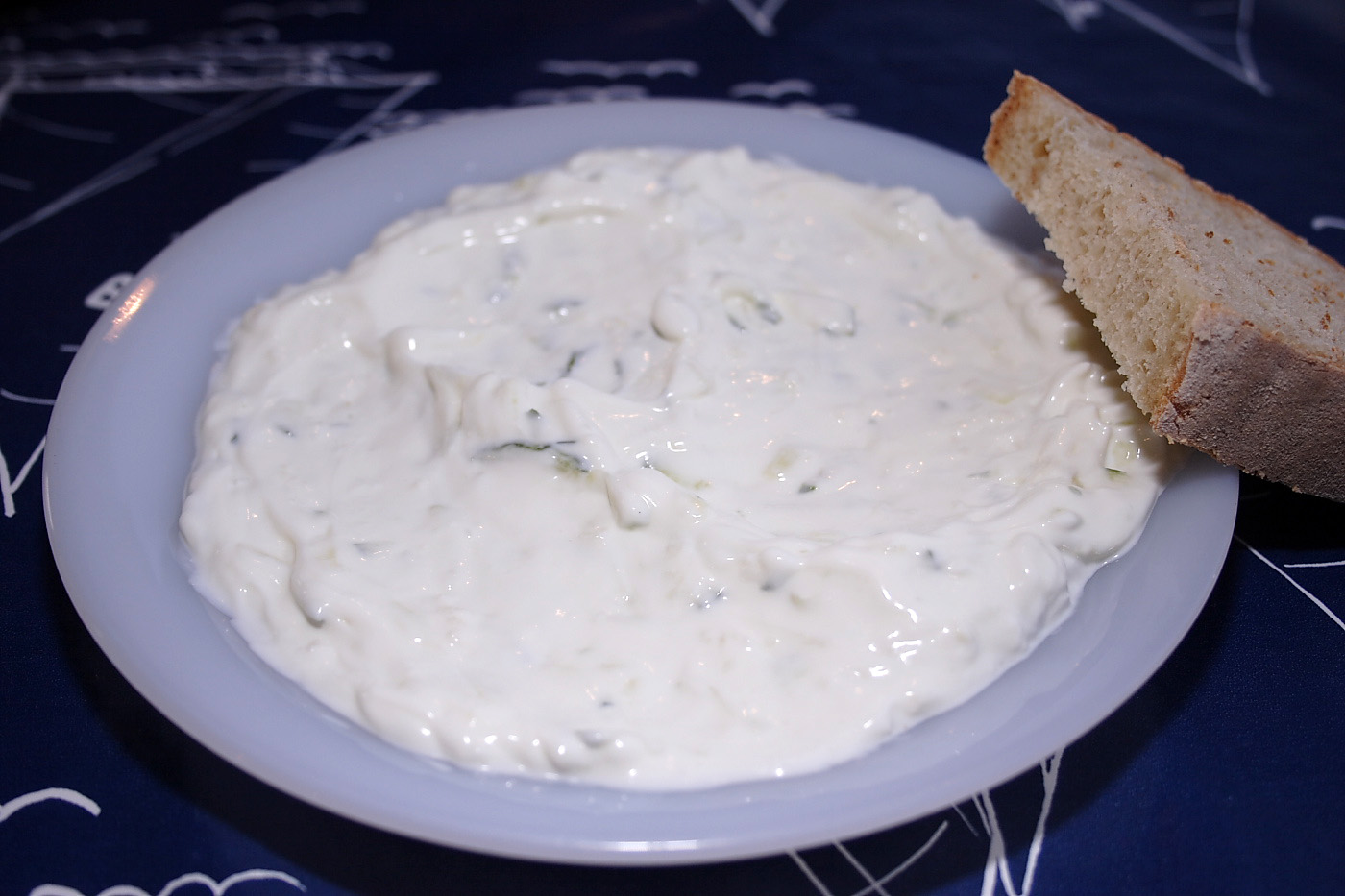
پنیر کوتیج به عنوان اسپری
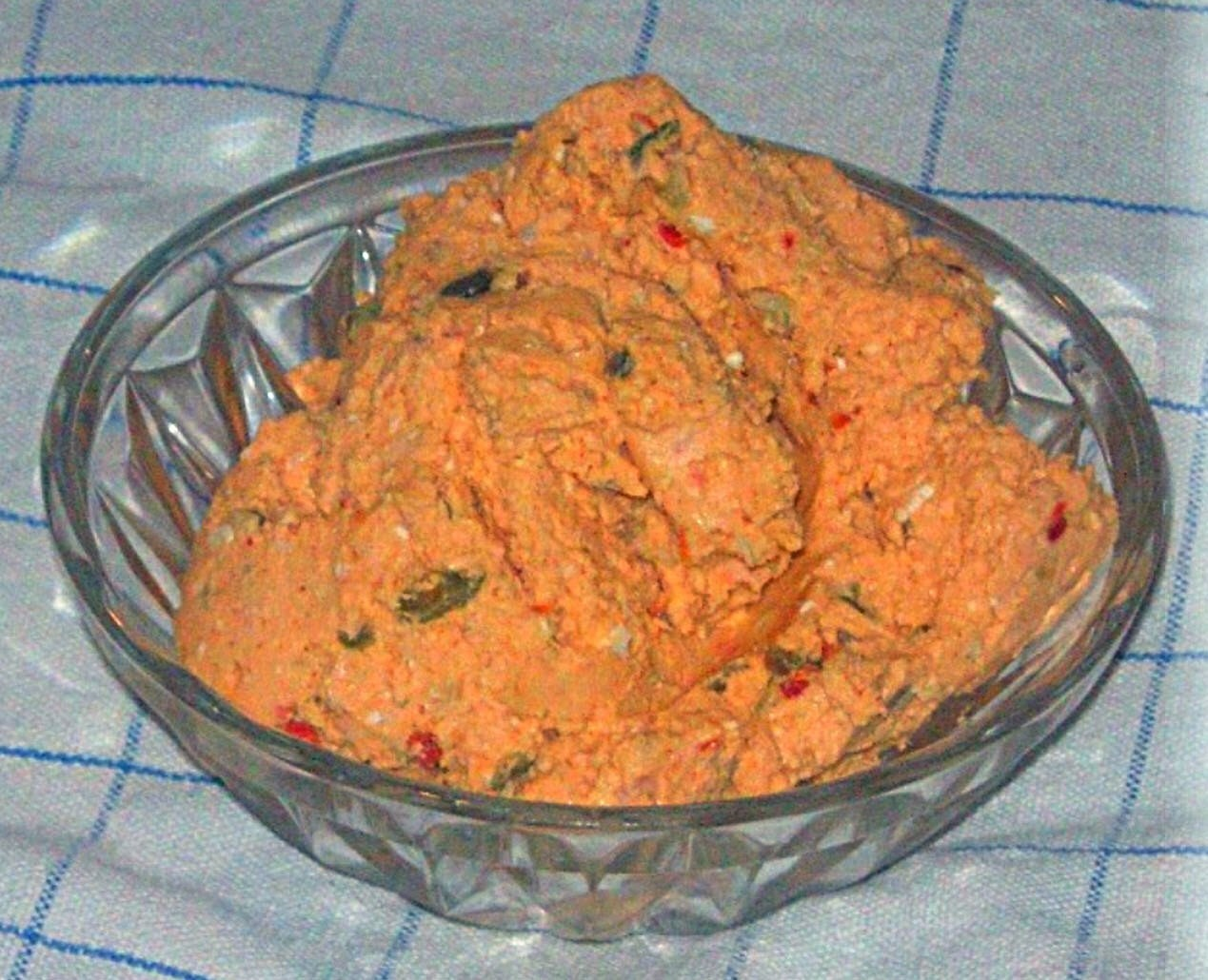
کوارک به عنوان اسپری تند
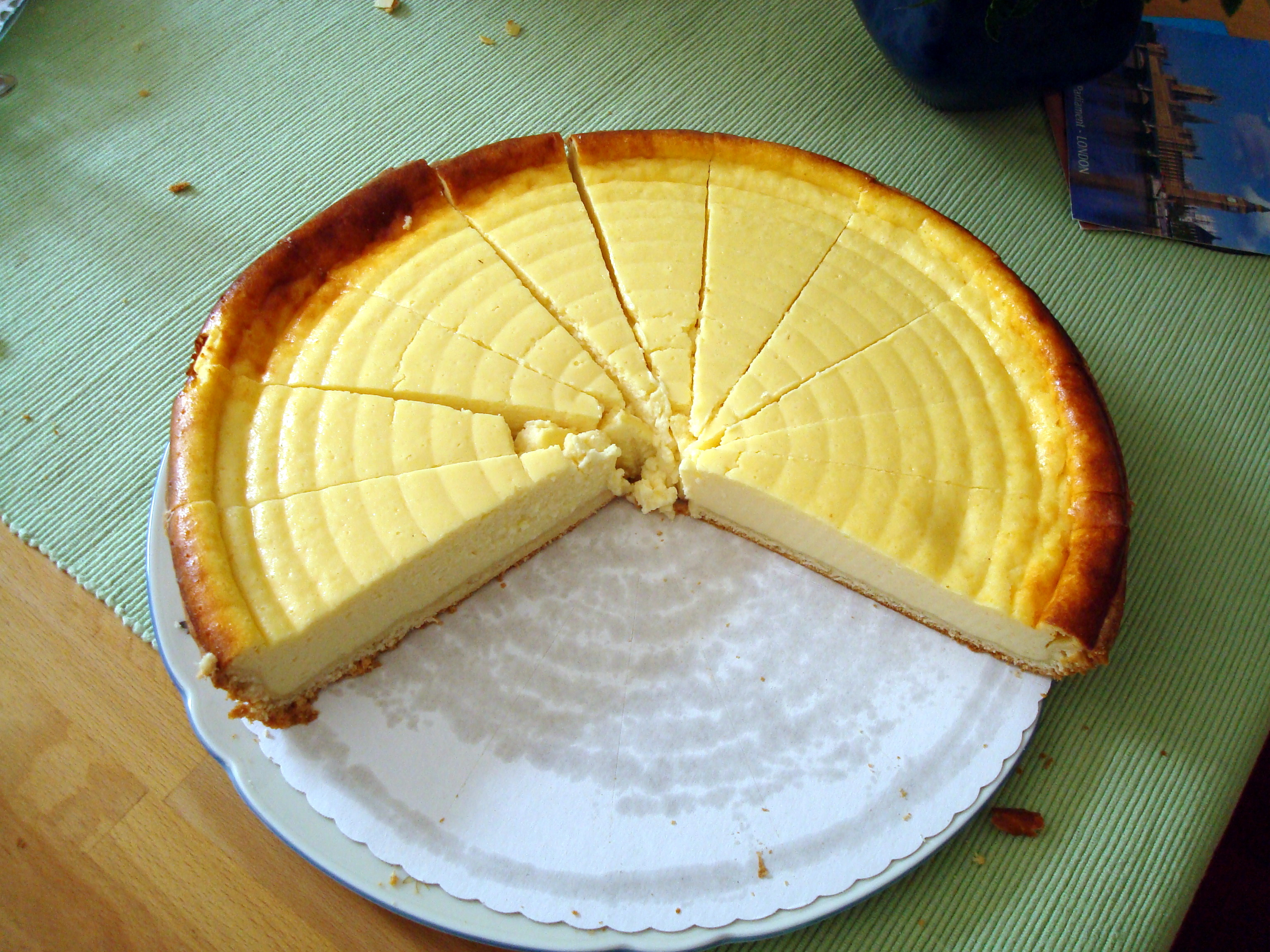
چیزکیک آلمانی
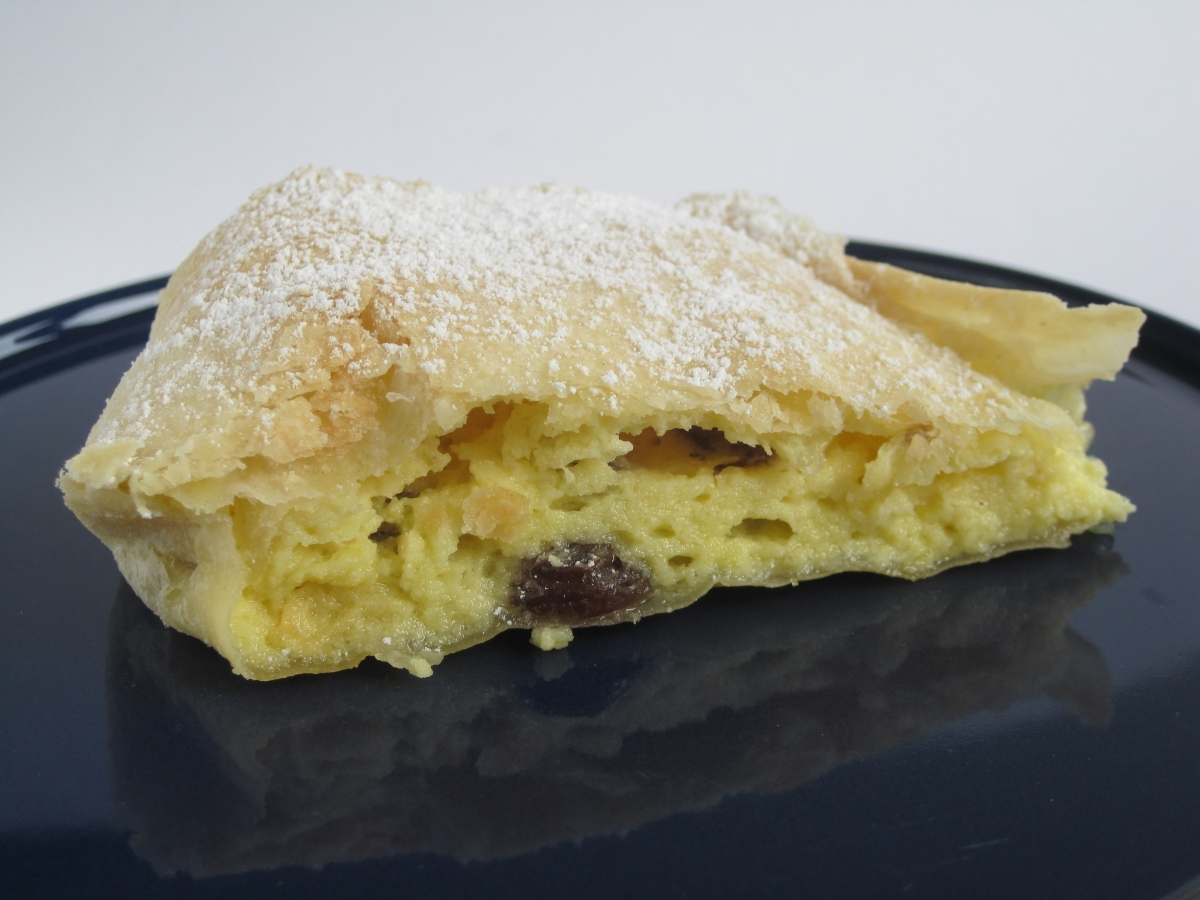
اشترودل پنیر کوتیج

### درمان
پنیر کوارک می‌تواند به عنوان یک ماده درمانی مورد استفاده قرار گیرد. از آن برای خنک کردن مفاصل، رگ به رگ شدن یا کشیدگی رباط، کبودی، کبودی، گرفتگی، آفتاب سوختگی و نیش حشرات و همچنین برای خنک کردن تب استفاده می‌شود.

### کاربردهای دیگر
کوارک کم‌چرب در اوایل به‌عنوان یک ماده چسبنده آلی طبیعی در رنگ‌ها برای هنرمندها، در نقاشی دیواری و همچنین برای تولید رنگ‌های استاندارد دیوار استفاده می‌شد. قدرت اتصال کازئین کوارک بسیار بالا است، ماندگاری، کارکرد دلپذیر و عمق رنگ با خشک شدن کمی مات همزمان از مزایای رنگ‌های کازئینی است. بیشتر از رنگ‌های خاکی یا معدنی به عنوان رنگدانه استفاده می‌شود. زمانی که از کوارک رنگی استفاده می‌شود، رنگ‌ها به خوبی با یکدیگر مخلوط می‌شوند، به طوری که هارمونی رنگی به راحتی برقرار می‌شود. از یک طرف می‌تواند- مانند رنگ روغن– آن را «تر در خیس» کار کرد، اما پس از خشک‌کردن سریع، به روش لایه‌بندی نیز لعاب داد.
کوارک نیز به چسب کازئین تبدیل شد.

### موارد استفاده
تا دهه ۱۹۳۰، گاالیت پلاستیکی از کازئین ساخته می‌شد که از این فرایند کوارک به دست می‌آمد. برای دکمه‌ها و جواهرات، بلکه برای اهداف عایق برای روش‌های الکتریکی. گالایت به دلیل خواص موادی که دارد امروزه برای سوزن بافندگی یا کلنگ استفاده می‌شود.
هیدرولیزهای کازئین یا پپتون‌های کازئین در میکروبیولوژی تا حدی به عنوان جزئی از محیط‌های کشت یا محلول‌های غذایی برای کشت میکروارگانیسم‌ها استفاده می‌شود، به عنوان مثال در کازئین-سویا پپتون آگار.

## انواع دیگر کوارک

### کشک شیر ترش
کوارک شیر ترش کوارکی است که به کل انحصاری از طریق تخمیر اسید لاکتیک به دست می‌آید و مهم‌ترین محصول نخستین برای تولید تمام پنیرهای شیر ترش است. در گاوداری مدرن، انعقاد بیشتر از شیر بدون چربی پاستوریزه با ترکیب با مزوفیل و در زمان حاضر کشت ترموفیل، اسیدی شدن، انعقاد و جداسازی آب پنیر به مقدار ماده خشک حداقل ۳۲ درصد صورت می‌گیرد. زمانی که ماده اولیه، بیشتر به پنیر به شیر ترش تغییر می‌کند می‌شود، با افزودن تنظیم کننده‌های اسیدیته، اسیدیته محصول نهایی دوباره کمی کاهش می‌یابد.

### کشک مایه پنیر
کشک مایه پنیر با افزودن مایه پنیر به دست می‌آید. این ماده، به عنوان افزودنی موجود است (تا ۴۰ درصد در ساخت پنیرهای شیر ترش کپک زده، جایی که رشد کپک را سرعت می‌بخشد، اما نسبت به گذشته کمتر رایج است. تولید این کوارک روش‌های متفاوتی دارد و شامل اسیدی شدن با ترکیب با کشت‌های اسیدی می‌شود، به گونه‌ای که در حال حاضر، گرفتن توسط آنزیم‌های مایه پنیر دیگر روش پرکاربردی نیست؛ بنابراین در محصول نهایی، این محصول چیزی بیش از یک کوارک خوراکی خشک نیست.

### کشک دوغ
کوارک دوغ منحصراً از دوغ یا از مخلوط دوغ و شیر بدون چربی به نسبت ۱ به ۱ یا ۱ به ۲ تهیه می‌شود. کوارک دوغ خالص با حرارت دادن در دمای نسبتاً بالا (حداقل ۵۰ درجه سانتیگراد) غلیظ می‌شود د، اما همچنین تا ۷۵ تا ۸۰ درجه سانتی گراد برای بافت دانه ای و خشک). کشک دوغ مخلوط در ۳۰ تا ۳۸ ساعت سرو می‌شود. در این فرایند کوارک، توسط اسیدیته خود و باکتری‌های اسید لاکتیک حاصل از دوغ غلیظ می‌شود.

## ریشه‌شناسی، معانی دیگر

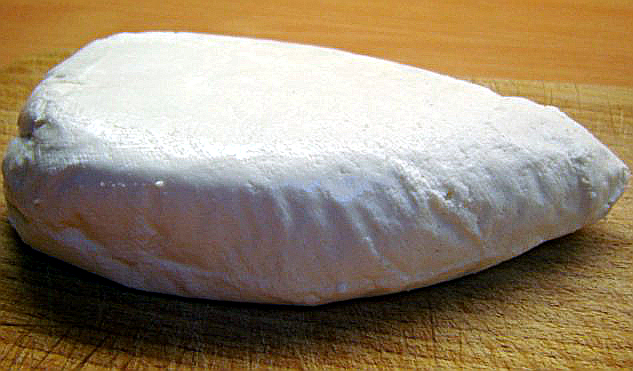
تواروگ لهستانی

کلمه کوارک از قرن چهاردهم میلادی وجود داشته‌است. قرن. در آلمانی متاخر میانه عالی به عنوان twarc , quarc , Zwarg از یک زبان اسلاوی غربی وام گرفته شده‌است و امروزه معادل‌هایی در عبارات کوارک در زبان‌های مختلف اسلاوی، به عنوان مثال (به لهستانی: twaróg) دارد. چکی: [tvaroh] Error: {{Lang}}: متن دارای نشانه‌گذاری ایتالیک است (راهنما) , روسی: [творог] Error: {{Lang}}: متن دارای نشانه‌گذاری ایتالیک است (راهنما)، زبان سوربی پایینی: [twarog] Error: {{Lang}}: متن دارای نشانه‌گذاری ایتالیک است (راهنما) و سوربیای سوربی بالایی: [twaroh] Error: {{Lang}}: متن دارای نشانه‌گذاری ایتالیک است (راهنما). کلمه اصلی اسلاوی قدیمی اغلب با اسلاو کلیسایی творъ («شکل») مرتبط است؛ بنابراین کلمه formation شبیه به کلمه ایتالیایی formaggio یا فرانسوی fromage است.
در منطقه بایرن، اصطلاح "pot" دارای گویش‌های مختلفی است: در حالی که در زبان اتریش بخشی از زبان نوشتاری استاندارد است، در زبان بایرن قدیم فقط قابلیت نوشتن جزئی دارد. در تبلیغات برخی از تولیدکنندگان مواد غذایی برای نشان دادن منطقه‌ای بودن محصول استفاده می‌شود، اما در رتبه‌بندی زیر "کوارک" قرار می‌گیرد. به عنوان مثال، اصطلاح " Jänner " که از آن زمان در بایرن ناپدید شده‌است، حتی یک کلمه گویش نوشتاری نیست. خود این کلمه از کلمه آلمانی قدیمی topho (قرن یازده) یا توپف آلمانی میانه بالا (که آلمان عالی جدید به معنای نقطه یا نقطه از آن نشات می‌گیرد)، زیرا کوارک از تکه‌های شیر دلمه تشکیل شده‌است.
نام‌های منطقه‌ای دیگر عبارتند از Matte (آلمان غربی-مرکزی)، Matz/Mut (آلمان شرقی-مرکزی)، Schotten (آلمان جنوبی، جنوب شرقی و اتریش غربی) یا Schottenkas (کارنتیا)، Topfkäse, Bibbeleskäs (بادن/آلزاس)، Ziebeleskäs (فرانسه) ، Klatschkies (راینلند)، Sibbkäs (هسن)، Schmerkees (هسن جنوبی)، Luckeleskäs یا Luggeleskäs (وورتمبرگ) و پنیر سفید یا پنیر سفید آلمانی (South Gselum) پروس).
در اصطلاح عامیانه امروز هم می‌گویند: «کوارک به من نگو»، گاهی با «... پنیر» به معنای: مزخرف، چیزهای احمقانه، حرف‌های خالی، چیزی بی‌ارزش، خودنمایی. به خصوص به شکل کوارک، پنیر یک ماده غذایی آسان برای تهیه و در نتیجه نسبتاً ارزان است که ممکن است به چنین معانی منفی «پنیر» منجر شده باشد. این غذاها همچنین در صورت نگهداری نادرست یا طولانی مدت یا عدم رسیدن به اندازه کافی، به زودی بدمزه و نامطلوب می‌شوند. مثال کاربردی به عنوان لاف زدن: دیگری در مورد پیرمرد می‌گوید که چگونه ناخدا بود.

## تاریخچه
در یونان باستان نیز از کوارک برای تهیه کیک استفاده می‌شد. آتنائوس نویسنده یونانی چهار کیک مختلف را ذکر می‌کند که ماده نخستین تشکیل دهنده آن‌ها کوارک بود. استرابون جغرافی‌دان گزارش می‌دهد که قبیله ای از سکاها، با پنیر اسب، شیر و پنیر دلمه زندگی می‌کردند.
تاسیتوس شیر دلمه (lac concretum) را در میان غذاهای آلمانی‌ها فهرست می‌کند. که البته می‌تواند کوارک، شیر ترش یا پنیر خامه‌ای دیگر باشد.
تهیه کوارک حداقل از سال ۱۵۰۰ بعد از میلاد مسیح توصیف شده‌است. کتابی از سال ۱۶۹۶ توضیح می‌دهد که «از شیر ترش کوارگ=پنیر یا کوارک=پنیر درست می‌شود».
در سال ۱۶۷۷ کتاب گلومز، کوارک به لاتین «اکسی گالاکتئوس» ترجمه شد. در سال ۱۷۱۷ Lac، شیر، آب پنیر (c)ken، پنیر یا گلوم و در سال ۱۷۴۶ پنیر یا گلوم به عنوان بخشی از شیر (Lac) تعیین شد، سایر قسمت‌ها کره یا Sa(h)ne بود. و آب پنیر، و در سال ۱۷۸۸ فولدا پرئوس را توصیف می‌کند. گلوم مثل شیر غلیظ.